# Campionato sudamericano maschile di pallavolo 1973
Il X campionato sudamericano maschile di pallavolo si è svolto nel 1973 a Bucaramanga, in Colombia. Al torneo hanno partecipato 5 squadre nazionali sudamericane e la vittoria finale è andata per la nona volta, la quarta consecutiva, al Brasile.

## Squadre partecipanti
- Argentina
- Brasile
- Cile
- Colombia
- Venezuela

## Classifica finale
| Classifica | Squadre   |
| ---------- | --------- |
|            | Brasile   |
|            | Argentina |
|            | Venezuela |
| 4          | Cile      |
| 5          | Colombia  |